# Вотс Милс (Јужна Каролина)
Вотс Милс (енгл. Watts Mills) насељено је место без административног статуса у америчкој савезној држави Јужна Каролина.

## Демографија
По попису из 2010. године број становника је 1.635, што је 156 (10,5%) становника више него 2000. године.
| Група             | 2000.       | 2010.       |
| Белци             | 971 (65,7%) | 794 (48,6%) |
| Афроамериканци    | 240 (16,2%) | 342 (20,9%) |
| Азијати           | 0 (0,0%)    | 7 (0,4%)    |
| Хиспаноамериканци | 242 (16,4%) | 479 (29,3%) |
| Укупно            | 1.479       | 1.635       |